# Madison Heights (Michigan)
Pour les articles homonymes, voir Madison Heights.
Madison Heights est une ville située dans l’État américain du Michigan. Elle est une banlieue de Détroit, dans le comté d'Oakland. Selon le recensement de 2000, sa population est de 31 101 habitants.

## Personnalités
- Kendra Lust, née dans la ville.